# Owen Wingrave
Owen Wingrave ist eine Oper in zwei Akten basierend auf der gleichnamigen Kurzgeschichte von Henry James (1893). Die Oper wurde für das Fernsehen produziert und am 16. Mai 1971 erstmals von der BBC ausgestrahlt. Auf der Opernbühne wurde Owen Wingrave im Royal Opera House Covent Garden in London am 10. Mai 1973 uraufgeführt. Benjamin Britten komponierte die Musik und Myfanwy Piper schrieb das Libretto zu dem Stück. Für Britten, selbst Pazifist und Kriegsdienstverweigerer während des Zweiten Weltkrieges, war das Mitwirken an Owen Wingrave ein Ausdruck seiner eigenen Überzeugungen. Die Spieldauer der Oper beträgt ca. 2 Stunden.

## Handlung
Die Oper spielt in einer Militärakademie und in Paramore, dem Familienanwesen der Wingraves, im späten 19. Jahrhundert.

### Erster Akt
Owen berichtet seinem Militärausbilder Mr. Coyle von seiner Abneigung gegen den Krieg. Mr. Coyle warnt Owen, seine Familie werde seine Einstellung nicht akzeptieren. Owen lässt sich aber nicht umstimmen. Lechmere, ein Student der Militärakademie, Mr. und Mrs. Coyle beschließen Owen von seinen „seltsamen Ideen“ abzubringen. Nachdem Owens Tante Miss Wingrave informiert ist, wird Owen nach Paramore gerufen.
Bei seiner Ankunft in Paramore beschimpfen Mrs. Julian, Owens Verlobte Kate und Miss Wingrave Owen und erinnern ihn an die stolze Soldatentradition der Familie Wingrave. Nach einer Woche kommen auch Lechmere, Mr. und Mrs. Coyle in Paramore an. Sie verurteilen, wie Owen von seiner Familie behandelt wird, stellen sich aber auf die Seite der Familie. Laut Mr. Coyle hat Owen sich diese Behandlung selbst zuzuschreiben. Owen sagt, er würde den Krieg zu einem Verbrechen erklären.

### Zweiter Akt
Kate teilt Owen mit, dass sie seine Einstellung nicht akzeptieren kann, ehe dieser von Sir Philip zu einem Gespräch gerufen wird. Als Owen von diesem Gespräch zurückkehrt, teilt er den Anwesenden mit, dass er enterbt wurde. Da die Beziehung von Kate und Owen in die Brüche zu gehen scheint, beginnt Lechmere mit Kate zu flirten. Kate nennt Owen einen Feigling und verlangt, um ihr das Gegenteil zu beweisen, er solle eine Nacht im Spukraum des Hauses verbringen. In diesem Spukraum soll es Geister geben, seit in vergangener Zeit ein Vater der Wingravefamilie dort seinen Sohn erschlug. Owen willigt ein und lässt sich im Spukraum einschließen.
Am nächsten Morgen weckt Kates Schrei die Familie Wingrave und ihre Gäste. Alle eilen zu Kate, die vor der Tür des Spukraums steht. Sir Philip öffnet die Tür, und auf dem Boden liegt der tote Owen Wingrave.

## Rollen
| Rolle                       | Stimmlage   | Uraufführung, 16. Mai 1971 (Dirigent: Benjamin Britten) |
| --------------------------- | ----------- | ------------------------------------------------------- |
| Owen Wingrave               | Bariton     | Benjamin Luxon                                          |
| Spencer Coyle               | Bassbariton | John Shirley-Quirk                                      |
| Lechmere                    | Tenor       | Nigel Douglas                                           |
| Miss Wingrave               | Sopran      | Sylvia Fisher                                           |
| Mrs. Coyle                  | Sopran      | Heather Harper                                          |
| Mrs. Julian                 | Sopran      | Jennifer Vyvyan                                         |
| Kate Julian                 | Mezzosopran | Janet Baker                                             |
| General Sir Philip Wingrave | Tenor       | Peter Pears                                             |
| Erzähler                    | Tenor       | Peter Pears                                             |
| Chor                        |             |                                                         |